# مارتا فلیچ
مارتا فلیچ (اسپانیایی: Marta Flich‎؛ زادهٔ ۱۹۷۸ میلادی) یک اقتصاددان، بازیگر اهل اسپانیا است.
او در والنسیا به دنیا آمد، اما بیشتر عمرش را در لا وال د اویکسو زندگی کرده است. وقتی هفت ساله بود، شروع به یادگیری پیانو و آواز در کنسرواتوار موسیقی کرد. در رشته اقتصاد از دانشگاه والنسیا فارغ‌التحصیل شد و دارای مدرک کارشناسی ارشد در تجارت بین‌الملل از دانشگاه دلاور است. او در حوزه بانکداری فعالیت داشته که این شغل را با آموزش‌های بازیگری‌اش هم‌زمان کرده است. علاوه بر فعالیت به عنوان بازیگر، به عنوان مجری تلویزیونی نیز کار کرده است.
وی از سال ۲۰۱۶، یک ولاگ در هافینگتون پُست منتشر می‌کند که در آن اخبار اقتصادی را به شیوه‌ای ساده و طعنه‌آمیز توضیح می‌دهد.
از فیلم‌ها یا مجموعه‌های تلویزیونی که وی در آن‌ها نقش داشته است می‌توان به صحنه‌های ازدواج (۲۰۰۷) اشاره نمود.